# Ōsaki (Kagoshima)
Pour les articles homonymes, voir Ōsaki.
Ōsaki (大崎町, Ōsaki-chō) est un bourg du district de Soo, dans la préfecture de Kagoshima, au Japon.

## Géographie

### Démographie
Au 1er décembre 2014, la population d'Ōsaki s'élevait à 13 312 habitants répartis sur une superficie de 100,82 km2.